# La carabina de Ambrosio
La carabina de Ambrosio fue un programa de televisión mexicano emitido de 1978 a 1987, presentado como un Show Cómico-Mágico-Musical. Producido por Humberto Navarro con libretos de Manuel Rodríguez Ajenjo, fue transmitido por El Canal de las Estrellas.
El programa consistía en numerosos sketchs cómicos interpretados por los diversos anfitriones de la misma a lo largo de casi diez años, bien sea en solitario o junto al elenco de actores del mismo y/o la aparición de algunos artistas invitados.
Por otra parte este programa también es ampliamente recordado por el hecho de que, durante los créditos de presentación y despedida del mismo, aparecía en pantalla una entonces desconocida bailarina y vedette brasileña llamada Gina Montes ataviada con un leotardo negro y unas botas altas del mismo color -una indumentaria bastante atrevida para la época- bailando sensualmente la pieza Quartz (interpretada por la banda francesa de Eurodisco/Cosmic disco del mismo nombre). Montes también popularizó en algunos sketchs del programa la frase: «Thank you, "denankiu", ¡Ah! ¡Ah! ¡Ah!» a pesar de que, como en esa época no hablaba bien el español, tuvo pocas incursiones en dicho programa como actriz, También en las cortinillas de salida a corte comercial salen los pispiritos unos títeres de calcetines que cantan en tono acelerado de la música, cuando empieza el siguiente bloque antes del sketch del programa salen algún miembro del elenco del programa con los títeres inspirados por don Facundo diciendo un colmo chistoso. También sale Pepito el de los cuentos diciendo algún chiste y ambas secciones terminan bailando.

## Elenco

### 1978-1979
- César Costa ... Anfitrión, Padre Chispita, El Ventrílocuo
- Xavier López "Chabelo" ... Chabelo Olsen, Guillo el monaguillo, Pujitos el muñeco
- Alejandro Suárez ... El Simpatías, Mateo, Don Severo, Vulgarcito, Supermam
- Roberto Ramírez Garza (Beto "El Boticario")..... Mago
- Judith Velasco Herrera ... Madre abnegada de Mercado de Lágrimas, Güicha Lane
- Maga Marian ... Maga
- Ofelia Guilmáin... Actriz invitada (Mercado de Lágrimas, La palabra canta)
- Gina Montes ... Bailarina
- Jorge Alberto Riancho ... Locutor del programa y Presentador de Mercado de lágrimas
- Humberto Navarro ... Pájara Peggy
- Cristina Rubiales ... Conductora

(NOTA: Se cree que los capítulos de los años 1978, 1979, 1980, 1981, 1982 y los 6 primeros programas de 1983 están considerados actualmente como perdidos (cabe destacar que los episodios de 1981, 1982 y 6 episodios de 1983 solo tienen disponibilidad en plataformas digitales en Blim y Vix)).

### 1979-1981
- Gualberto Castro ... Anfitrión, El Profe Gualas, Padre Gualas
- Xavier López "Chabelo" ... Chabelo Olsen, Guillo el monaguillo, Alumno de la Escuelita
- Alejandro Suárez ... El Simpatías, Mateo, Don Severo, Vulgarcito, Supermam
- Roberto Ramírez Garza (Beto "El Boticario")..... Mago, Alumno de la Escuelita
- Benito Castro ... Kinkin El Acapulqueño, Alumno de la Escuelita
- Judith Velasco Herrera ... Madre abnegada de Mercado de Lágrimas, Güicha Lane, Alumna de la Escuelita
- Gina Montes ... Bailarina, Alumna de la Escuelita
- Jorge Alberto Riancho ... Locutor del programa y Presentador de Mercado de lágrimas
- Paco Stanley ... Presentador de Mercado de lágrimas
- Moisés Suárez ... Pájara Peggy

### 1981-1982
- Fito Girón ... Anfitrión, Ángel Querubin
- Alejandro Suárez ... El Simpatías, Mateo, Don Severo, Vulgarcito
- Roberto Ramírez Garza (Beto "El Boticario") ... Mago
- Aida Pierce ... Tiburcia
- Charly Valentino ... Ángel Serafín
- Dolores Solana ... Hermana Luna
- El Mago Frank y su conejo Blas ... Mago y Ventrílocuo
- Gina Montes ... Bailarina

### 1982-1983
- César Costa ... Anfritrión, Gulp, Presentador de Mercado de lágrimas, Papá Pandita, Cuñado César, Profesor.
- Xavier Lopez "Chabelo" ... Pujitos, Hijo Pandita, Chofocles, Nene Chabelo (Cuñadito), Alumno de La Escuelita
- Alejandro Suárez ... El Simpatías, Don Severo, Vulgarcito
- Roberto Ramírez Garza (Beto "El Boticario") ... Mago, Alumno de la Escuelita
- Aida Pierce ... Pinueve, Hermana de Nene Chabelo, Alumna de La Escuelita
- Jorge Arvizu ... El Tata
- Lucila Mariscal ... Doña Lencha, Bruja Lada
- Michel- Michel ... Mago
- Gina Montes ... Bailarina

### 1983-1984
- Manolo Muñoz ... Anfritrión
- Alejandro Suárez ... El Simpatías, Don Severo, Vulgarcito
- Jorge Arvizu ... El Tata
- Lucila Mariscal ... Doña Lencha, Masfalda
- Michel- Michel ... Mago
- Leonorilda Ochoa ... Amada, Madre de Masfalda
- Gina Montes ... Bailarina

### 1984-1985
- Manolo Muñoz ... Anfritrión
- Jorge Arvizu ... El Tata, Don Rutilo, Lic. Legorreta, El Cepillo
- Leonorilda Ochoa ... Amada
- Luis de Alba ... Peritos, Pirrurris, Galileo, Maclovio, El Chido
- Maribel Fernández ... La Pelangocha, La Babis
- Gina Montes ... Bailarina

### 1985-1986
- Paco Stanley ... Anfritrión, Paco Pacorro, Presentador de Mercado de lágrimas
- Jorge Arvizu ... El Tata, Don Rutilo, Lic. Legorreta, El Cepillo
- Luis de Alba ... Peritos, Pirrurris, Galileo, Maclovio, El Chido
- Maribel Fernández ... La Pelangocha, La Babis
- Alejandro Suárez ... Don Severo, Vulgarcito, Super Simpa
- Roberto Ramírez Garza (Beto "El Boticario") ... Mago
- Benito Castro ... Kinkin El Acapulqueño

### 1986-1987
- Alejandro Suárez ... Anfitrión, Don Severo, Vulgarcito, Super Simpa, Presentador de Mercado de lágrimas
- Jorge Arvizu ... El Tata, Don Rutilo, Lic. Legorreta, El Cepillo
- Maribel Fernández ... La Pelangocha, La Babis
- Benito Castro ... Kinkin El Acapulqueño

### Premios TVyNovelas
| Año  | Categoría               | Nominados         | Resultado |
| ---- | ----------------------- | ----------------- | --------- |
| 1984 | Mejor actor de comedia  | Gualberto Castro  | Ganador   |
| 1986 | Mejor programa cómico   | Humberto Navarro  | Ganador   |
| 1986 | Mejor actriz de comedia | Maribel Fernández | Ganadora  |
| 1986 | Mejor actor de comedia  | Luis de Alba      | Ganador   |
| 1983 | Mejor actriz de comedia | Lucila Mariscal   | Ganadora  |